# Eschborn-Frankfurt
L'Eschborn-Frankfurt, antigament coneguda com a Gran Premi de Frankfurt (en alemany Rund um den Finanzplatz Eschborn-Frankfurt , i fins al 2008 Rund um den Henninger-Turm) és una carrera ciclista alemanya creada el 1962 pel director de la marca de cervesa Henninger. Es disputa a la regió de Frankfurt, amb sortida i arribada a la Darmstädter Landstraße, prop de la Torre Henninger, una enorme sitja propietat de la cervesera Henninger.
La cursa discorre per la serralada del Taunus, amb un desnivell acumulat de fins a 1.500 metres. La cursa finalitza amb tres voltes de 4,5 quilòmetres pels carrers de Frankfurt.
Aquesta clàssica fou inclosa en el calendari de la Copa del Món de ciclisme de 1995. Des del 2005 fins al 2016 forma part de l'UCI Europa Tour, amb una categoria 1.HC, i a partir del 2017, entra al calendari de l'UCI WorldTour.
El 2015 la cursa fou suspesa després que la policia alemanya descobrís un pla per cometre-hi un atemptat terrorista.

## Palmarès
| Any                                         | Vencedor                 | Segon                           | Tercer                  |         |
| ------------------------------------------- | ------------------------ | ------------------------------- | ----------------------- | ------- |
| Rund um den Henninger-Turm                  |                          |                                 |                         |         |
| 1962                                        | Armand Desmet            | Huub Zilverberg                 | Rik Van Looy            |         |
| 1963                                        | Hans Junkermann          | Willi Altig                     | Jean Stablinski         |         |
| 1964                                        | Clément Roman            | François Mahé                   | Yvo Molenaers           |         |
| 1965                                        | Jean Stablinski          | Frans Verbeeck                  | Georges Van Coningsloo  |         |
| 1966                                        | Barry Hoban              | Walter Godefroot                | Willy Planckaert        |         |
| 1967                                        | Daniel Van Ryckeghem     | Willy Planckaert                | Georges Van Coningsloo  |         |
| 1968                                        | Eddy Beugels             | Valere Van Sweevelt             | Herman Van Springel     |         |
| 1969                                        | Georges Pintens          | Michele Dancelli                | Herman Van Springel     |         |
| 1970                                        | Rudi Altig               | Joop Zoetemelk                  | Ottavio Crepaldi        |         |
| 1971                                        | Eddy Merckx              | Jos Deschoenmaecker             | Lucien Aimar            |         |
| 1972                                        | Gilbert Bellone          | Eddy Merckx                     | Noël Vantyghem          |         |
| 1973                                        | Georges Pintens          | Jürgen Tschan                   | Freddy Maertens         |         |
| 1974                                        | Walter Godefroot         | Eddy Merckx                     | Frans Verbeeck          |         |
| 1975                                        | Roy Schuiten             | Frans Verbeeck                  | Walter Godefroot        |         |
| 1976                                        | Freddy Maertens          | Frans Verbeeck                  | Roger De Vlaeminck      |         |
| 1977                                        | Gerrie Knetemann         | Dietrich Thurau                 | Frans Verbeeck          |         |
| 1978                                        | Gregor Braun             | Rudy Pevenage                   | Hennie Kuiper           |         |
| 1979                                        | Daniel Willems           | Henk Lubberding                 | Gregor Braun            |         |
| 1980                                        | Gianbattista Baronchelli | Francesco Moser                 | Alfons De Wolf          |         |
| 1981                                        | Jos Jacobs               | Dietrich Thurau                 | Daniel Willems          |         |
| 1982                                        | Ludo Peeters             | Jostein Wilmann                 | Sean Kelly              |         |
| 1983                                        | Ludo Peeters             | Leo van Vliet                   | Luc Colijn              |         |
| 1984                                        | Phil Anderson            | Eric Vanderaerden               | Sean Kelly              |         |
| 1985                                        | Phil Anderson            | Johan Lammerts                  | Rolf Gölz               |         |
| 1986                                        | Jean-Marie Wampers       | Steve Bauer                     | Michael Wilson          |         |
| 1987                                        | Dag Otto Lauritzen       | Peter Stevenhaagen              | Henk Lubberding         |         |
| 1988                                        | Michel Dernies           | Rolf Sørensen                   | Giovanni Mantovani      |         |
| 1989                                        | Jean-Marie Wampers       | Martial Gayant                  | Claudio Chiappucci      |         |
| 1990                                        | Thomas Wegmüller         | Jan Wijnants                    | Peter Winnen            |         |
| 1991                                        | Johan Bruyneel           | Johan Museeuw                   | Martin Earley           |         |
| 1992                                        | Frank Van Den Abeele     | Claudio Chiappucci              | Frans Maassen           |         |
| 1993                                        | Rolf Sørensen            | Maximilian Sciandri             | Eddy Bouwmans           |         |
| 1994                                        | Olaf Ludwig              | Andreas Kappes                  | Emmanuel Magnien        |         |
| 1995                                        | Francesco Frattini       | Jens Heppner                    | Massimo Podenzana       |         |
| 1996                                        | Beat Zberg               | Jens Heppner                    | Rolf Sørensen           |         |
| 1997                                        | Michele Bartoli          | Bjarne Riis                     | Mauro Gianetti          |         |
| 1998                                        | Fabio Baldato            | Nicolaj Bo Larsen               | Stefano Garzelli        |         |
| 1999                                        | Erik Zabel               | Léon van Bon                    | Alberto Ongarato        |         |
| 2000                                        | Kai Hundertmarck         | Matteo Tosatto                  | Jens Heppner            |         |
| 2001                                        | Markus Zberg             | Davide Rebellin                 | Kurt Van De Wouwer      |         |
| 2002                                        | Erik Zabel               | Jo Planckaert                   | Serguei Ivanov          |         |
| 2003                                        | Davide Rebellin          | Erik Zabel                      | Igor Astarloa Askasibar |         |
| 2004                                        | Karsten Kroon            | Danilo Hondo                    | Johan Coenen            |         |
| 2005                                        | Erik Zabel               | Alejandro Borrajo               | Markus Zberg            |         |
| 2006                                        | Stefano Garzelli         | Gerald Ciolek                   | Danilo Hondo            |         |
| 2007                                        | Patrik Sinkewitz         | Kurt Asle Arvesen               | Dario Cataldo           |         |
| Eschborn-Frankfurt City Loop                |                          |                                 |                         |         |
| 2008                                        | Karsten Kroon            | Davide Rebellin                 | Mauricio Ardila Caño    |         |
| Rund um den Finanzplatz Eschborn-Frankfurt  |                          |                                 |                         |         |
| 2009                                        | Fabian Wegmann           | Karsten Kroon                   | Christian Knees         |         |
| 2010                                        | Fabian Wegmann           | Geert Verheyen                  | Bert Scheirlinckx       |         |
| 2011                                        | John Degenkolb           | Jérôme Baugnies                 | Michael Matthews        |         |
| 2012                                        | Moreno Moser             | Dominik Nerz                    | Serguei Firsànov        |         |
| 2013                                        | Simon Špilak             | Moreno Moser                    | André Greipel           |         |
| 2014                                        | Alexander Kristoff       | John Degenkolb                  | Jérôme Baugnies         |         |
| 2015 suspesa per risc d'atemptat terrorista |                          |                                 |                         |         |
| 2016                                        | Alexander Kristoff       | Maximiliano Richeze Araquistain | Sam Bennett             |         |
| 2017                                        | Alexander Kristoff       | Rick Zabel                      | John Degenkolb          |         |
| 2018                                        | Alexander Kristoff       | Michael Matthews                | Oliver Naesen           |         |
| 2019                                        | Pascal Ackermann         | John Degenkolb                  | Alexander Kristoff      |         |
| 2020                                        | suspesa                  | suspesa                         | suspesa                 | suspesa |
| 2021                                        | Jasper Philipsen         | John Degenkolb                  | Alexander Kristoff      |         |
| 2022                                        | Sam Bennett              | Fernando Gaviria Rendón         | Alexander Kristoff      |         |
| 2023                                        | Søren Kragh Andersen     | Patrick Konrad                  | Alessandro Fedeli       |         |
| 2024                                        | Maxim Van Gils           | Alexander Aranburu Deba         | Riley Sheehan           |         |
| 2025                                        | Michael Matthews         | Magnus Cort Nielsen             | Jon Barrenetxea         |         |